# Lasserre, Ariège

Lasserre este o comună în departamentul Ariège din sudul Franței. În 1 ianuarie 2022 avea o populație de 252 de locuitori.